# Lubna Azabal
Lubna Azabal (Brussel·les, 15 d'agost de 1973)  és una actriu belga.

## Biografia
Lubna Azabal va néixer a Brussel·les de pare marroquí i de mare espanyola. La seva doble cultura va obrir les portes tant al cinema francès com al marroquí.
Després d'una estada al Conservatori Reial de Brussel·les, va començar la seva carrera al teatre a Bèlgica. El 1997, Vincent Lannoo el va contractar per interpretar el seu primer paper al cinema al costat d'Olivier Gourmet al seu curtmetratge J'adore le cinéma.
L'any 2011, als 13ns Premis Jutra va guanyar els premi a la millor actriu pel seu paper de Nawal Marwan a Incendis de Denis Villeneuve. Per aquest mateix paper, va rebre el febrer de 2012 el Magritte a la millor actriu durant la segona cerimònia dels Magritte de cinema.
També va ser la patrona del Festival de Ramdam, celebrat a Tournai, durant les seves cinc primeres edicions (2011 a 2016).
El 2017, va protagonitzar Tueurs de François Troukens i Jean-François Hensgens on va interpretar el paper principal amb Olivier Gourmet. Per aquest paper, va rebre el trofeu a la millor actriu als 9a cerimònia dels Magritte de cinema el febrer de 2019.
Apareix com a personatge principal i després secundari als dos últims episodis de la sèrie L'Effondrement emesa el 2019 a Canal+.

## Filmografia

### Cinema
- 1998 : Pure Fiction de Marian Handwerker : la petite métisse
- 1998 : J'adore le cinéma (curtmetratge)  de Vincent Lannoo : Saïda
- 1999 : Les Siestes grenadine de Mahmoud Ben Mahmoud : Mabrouka
- 2001 : Loin d'André Téchiné : Sarah
- 2002 : Aram de Robert Kechichian : Méliné
- 2002 : Sens dessus dessous de Vincent Buffé
- 2003 : Un monde presque paisible de Michel Deville : Jacqueline
- 2004 : 25 degrés en hiver de Stéphane Vuillet : Loubna
- 2004 : Exils de Tony Gatlif : Naïma
- 2004 : Les Temps qui changent d'André Téchiné : Nadia
- 2004 : Viva Laldjérie de Nadir Moknèche : Goucem
- 2005 : Paradise Now d'Hany Abu-Assad : Suha
- 2006 : Callisto (curtmetratge) de Boris Vassallo : La dona
- 2006 : Écho (curtmetratge)  de Yann Gozlan : Carole
- 2007 : 24 mesures de Jalil Lespert : Helly
- 2007 : Strangers d'Erez Tadmor i Guy Nattiv : Rana Sweid
- 2008 : Gamines d'Éléonore Faucher : Angela Di Biaggio
- 2008 : Une chaîne pour deux de Frédéric Ledoux : Corinne
- 2008 : Xarxa de mentides de Ridley Scott : sœur d'Aisha
- 2010 : Comme les cinq doigts de la main d'Alexandre Arcady : Amel Zeroual
- 2010 : I Am Slave de Gabriel Range : Halima
- 2010 : Incendis de Denis Villeneuve : Nawal Marwan
- 2011 : Here de Braden King : Gadarine Nazarian
- 2011 : In the Last Moment (curtmetratge) d'Oystein Stene : La serventa
- 2011 : Les Hommes libres d’Ismaël Ferroukhi : Warba Shlimane
- 2011 : Des vents contraires de Jalil Lespert : mare de Yamine
- 2012 : Coriolanus de Ralph Fiennes : Tamora
- 2012 : Moi tout seul (curtmetratge) de Sylvie Ballyot : la mare
- 2012 : Goodbye Morocco de Nadir Moknèche : Dounia
- 2013 : La Marche de Nabil Ben Yadir : Keira
- 2013 : Rock the Casbah de Laila Marrakchi : Kenza
- 2013 : Le donne della Vucciria (curtmetratge) d'Hiam Abbass : la dona
- 2014 : Reprieve (curtmetratge)  de Lorian James Delman : Grace
- 2014 : Disney Ramallah (curtmetratge) de Tamara Erde : Samira
- 2015 : Alaska de Claudio Cupellini : Fanny
- 2016 : Ma révolution de Ramzi Ben Sliman : Samia
- 2016 : Ustica: The Missing Paper de Renzo Martinelli : Valja
- 2016 : Betelgeuse (curtmetratge) de Bruno Tracq : Sarah
- 2016 : Light Thereafter de Konstantin Bojanov : Soumaya
- 2017 : Lola Pater de Nadir Moknèche : Malika, la mare de Zino
- 2017 : La Particule humaine de Semih Kaplanoglu : Béatrice
- 2017 : Prendre le large de Gaël Morel : Nadia
- 2017 : Tueurs de François Troukens i Jean-François Hensgens : Lucie Tesla
- 2018 : Maria Magdalena de Garth Davis : Suzanne
- 2018 : A Bluebird in My Heart de Jérémie Guez : Nadia
- 2018 : Sofia de Meryem Benm'Barek : Leila
- 2018 : Tel Aviv on Fire de Sameh Zoabi : Tala
- 2018 : Lockdown (curtmetratge) de Koen Van Sande : Farah
- 2019 : Hellhole de Bas Devos : Samira
- 2019 : Adam de Maryam Touzani : Abla
- 2021 : Suicide Club (curtmetratge) d'Antoine Delelis : Anita
- 2022 : El Houb de Shariff Nasr : Fatima Zahwani
- 2022 : Rebel d'Adil El Arbi i Bilall Fallah : Leila Wasaki
- 2022 : La vie me va bien d'Al Hadi Ulad-Mohand : Rita
- 2022 : Simone, le voyage du siècle d'Olivier Dahan : Hafsia Hamdad
- 2022 : Le Bleu du caftan de Maryam Touzani : Mina
- 2022 : Pour la France de Rachid Hami : Nadia
- 2023 : L'air de la mer rend libre de Nadir Moknèche : Rabia
- 2023 : Amal de Jawad Rhalib : Amal
- 2024 : Une vie rêvée de Morgan Simon : Norah
- 2024 : Rabia de Mareike Engelhardt : Madame
- 2024 : Le Dossier Maldoror de Fabrice Du Welz : Madame Santos

### Televisió
- 2002 : La Source des Sarrazins (telefilm) de Denis Malleval : Nadia
- 2003 : Une minute de soleil en moins (telefilm) de Nabil Ayouch : Touria
- 2009 : Suite noire (sèrie de televisió) : On achève bien les disc-jockeys d'Orso Miret : Crista
- 2009 : Occupation (minisèrie) de Nick Murphy : Aliya Nabil
- 2011 : Le Repaire de la vouivre (sèrie de televisió) d'Edwin Baily : Élodie Casta
- 2011 : Tout le monde descend ! (telefilm) de Renaud Bertrand : Leila
- 2014 : The Honourable Woman (sèrie de televisió) de Hugo Blick : Atika Halibi
- 2015 : Trepalium (sèrie de televisió) de Vincent Lannoo : Lisbeth
- 2016 : Accusé (sèrie de televisió, episodi L'Histoire d'Arnaud) de Julien Despaux : Samia
- 2017 : Glacé (sèrie de televisió) de Laurent Herbiet : Elisabeth Ferney
- 2017 : On l'appelait Ruby (telefilm) de Laurent Tuel : Alice Tanner
- 2017 : Quartier des Banques (sèrie de televisió) de Fulvio Bernasconi : Luna
- 2018 : Nox (sèrie de televisió) de Mabrouk el Mechri : Hadji
- 2018 : Les Rivières pourpres (sèrie de televisió) d'Ivan Fegiveres : Sabrina Harel
- 2018 : The Little Drummer Girl (sèrie de televisió) de Park Chan-wook : Fatmeh Al-Khadar
- 2018 : La Trêve (sèrie de televisió, saison 2) de Matthieu Donck et Valeria Zunzun : Myriam
- 2019 : L'Effondrement (sèrie de televisió) : Sofia Desmarest
- 2020 : Le Voyageur (sèrie de televisió, episodi Le Voleur de nuits) de Stéphanie Murat : Claire Elgouarch
- 2020 : Cheyenne et Lola (sèrie de televisió) de Virginie Brac : Maître Rachida
- 2021 : Braqueurs (sèrie de televisió) de Julien Leclercq : Anissa
- 2022 : Champion (telefilm) de Mona Achache : Gloria
- 2023 : Alphonse (sèrie de televisió) de Nicolas Bedos : Natacha Gemier
- 2024 : Des blessures invisibles (telefilm) de Sarah Marx : Larivière[6]
- 2024 : L'École des espions d'Elsa Bennett : Anne-Sophie de Noblecourt

## Teatre
- 1999 : Dona Rosita de Federico García Lorca
- 2000 : L'Horloge et le Désert de Ghassan Kanafani
- 2002 : Une nuit arabe de Roland Schimmelpfennig, dirigida per Frédéric Bélier-Garcia, théâtre du Rond-Point
- 2003 : Le Tampon vert d'Aziz Chouaki
- 2006 : L'Île des esclaves de Marivaux
- 2019 : Fauves de et mis en scène par Wajdi Mouawad al théâtre de la Colline

## Distincions

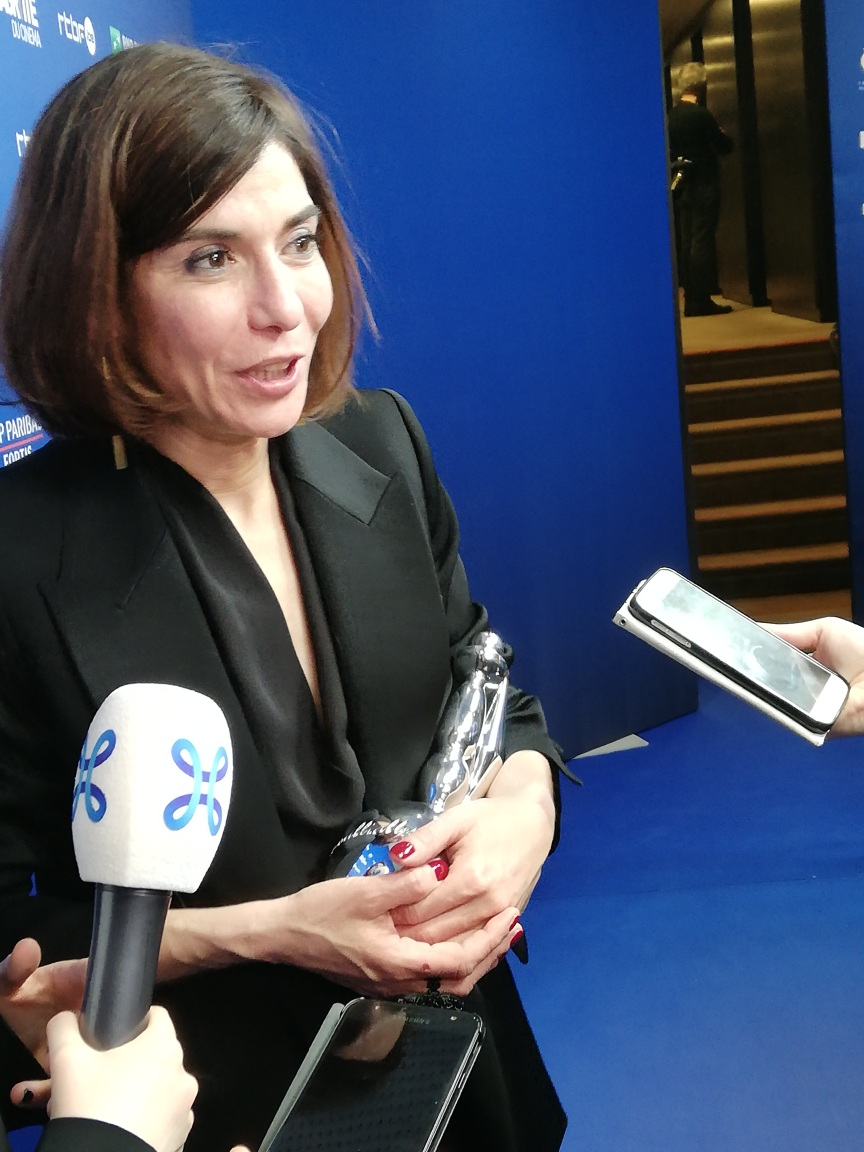
Magritte a la millor actriu per Tueurs.

- 54è Festival Internacional de Cinema de Berlín : Prix Shooting Star
- Festival d'Amiens 2007 : Premi a la millor actriu 24 mesures
- Festival de Jerusalem 2007 : Premi a la revelació Strangers
- Festival de Varsòvia 2010 : Menció especial a la interpretació per Incendies
- Jutras 2011 : Premi Jutra a la millor actriu per Indendies
- Genies 2011 : Génie a la millor actriu per Incendies
- Magritte 2012 : Meilleure actrice pour Incendies[3]
- Magritte 2015 : Millor actriu secundària per La Marche
- Magritte 2019 : Millor actriu per Tueurs [5]
- Seminci 2022 : Premi a la millor actriu per Le Bleu du caftan
- Festival de Rabat 2022 : Menció especial per El Houb
- Festival de Cinema Nits Negres de Tallinn 2024: Premi a la millor actriu per Amal
- Magritte 2024 : Millor actriu per Le Bleu du caftan